# Buddleja tucumanensis
Buddleja tucumanensis là một loài thực vật có hoa trong họ Huyền sâm. Loài này được Griseb. mô tả khoa học đầu tiên năm 1874.